# Casper (skateboard)
Il Casper è un trick dello skateboard freestyle eseguito per la prima volta da Bobby "Casper" Boyden alla fine degli anni settanta.

## Caratteristiche
Per eseguire un Casper, lo skater deve girare lo skateboard con i piedi, facendo sì che il griptape sia rivolto verso il basso, e tenersi in equilibrio sul tail, ossia la punta posteriore della tavola. Stando in piedi sulla parte inferiore dello skateboard, è necessario tenere il piede secondario a contatto con il grip, sotto la tavola, così che quest'ultima non tocchi terra.
Inizialmente il Casper veniva eseguito senza alcun tipo di salto, ma poi venne abbinato a un mezzo kickflip. Nel Casper originale, lo skater si posiziona in modo tale da avere il piede dominante sul tail e l'avampiede e le dita oltre il bordo della tavola. Il piede secondario, invece, si trova sul lato opposto, vicino al truck anteriore. Grazie alla pressione rilasciata piegando e distendendo le ginocchia, la tavola si capovolgerà. Per eseguire questo flip è necessario spingere verso il basso con il piede anteriore, alzando nel contempo quello posteriore per dare allo skateboard lo spazio necessario per girarsi. Una volta ribaltata la tavola, lo skater la ferma con il piede secondario, posizionando quello dominante sulla parte inferiore del tail, che è ora rivolto verso l'alto. Questa configurazione del corpo rende possibile il mantenimento dell'equilibrio, finché non si decide di terminare il Casper. A questo punto lo skateboard agisce come una leva: la punta del tail è il fulcro; il piede anteriore sotto il nose è la forza motrice, mentre quello posteriore vicino al truck è la forza resistente. Per uscire da questo trick, lo skater compie solitamente un piccolo salto, togliendo il piede dominante dalla tavola e utilizzando quello secondario per girarla, producendo così una rotazione che ricorda quella di un impossible. Durante tutti i passaggi sopra menzionati, i piedi non entrano mai in contatto con il suolo.
Al giorno d'oggi il Casper viene eseguito in maniera simile a un kickflip, dove lo skater ferma la tavola dopo un mezzo flip, riatterrandovi direttamente nella posizione Casper. Questo trick si può eseguire sia da fermi che in movimento. L'atto di restare in equilibrio viene quindi spesso abbinato a uno slide eseguito con la parte superiore del tail a contatto con il suolo. È possibile terminare il Casper in vari modi, con rotazioni, flip o wrap della tavola intorno al piede. Ai principianti che vogliono avvicinarsi al Casper viene spesso consigliato di provare il trick in posizione fakie: muovendosi verso la direzione del tail può infatti aiutare ad alzare più facilmente il nose della tavola.

### Variazioni
Vi sono diverse variazioni del Casper, collettivamente note come "Casper tricks", tra i quali annoverano, ad esempio, il Casper slide, in cui viene eseguito un mezzo kickflip per entrare in posizione Casper, per poi trascinare la tavola sul terreno in uno slide; e il Casper flip, in cui, dopo il mezzo kickflip, la tavola viene fatta ruotare orizzontalmente di 180° e, nel contempo, ritorna nella sua posizione iniziale, con il grip rivolto verso l'alto. A differenza dell'hospital flip, nel Casper flip vengono utilizzati entrambi i piedi per ruotare la tavola, mentre il movimento dell'hospital flip non prevede l'utilizzo del piede posteriore. Nell'anti-Casper flip, invece, è il piede posteriore che, posizionandosi a contatto con il griptape, riporta la tavola nella posizione iniziale.

## Storia
Il nome di questo trick deriva dal soprannome di Bobby Boyden, che veniva spesso associato al personaggio dei cartoni animati Casper per via della sua carnagione molto chiara. Il Casper odierno fu introdotto da Rodney Mullen negli anni ottanta.
Rodney Mullen esegue il Casper nel film del 1994 Second Hand Smoke di Plan B, mostrandone inoltre alcune variazioni.